# Черкасов Олексій Тимофійович

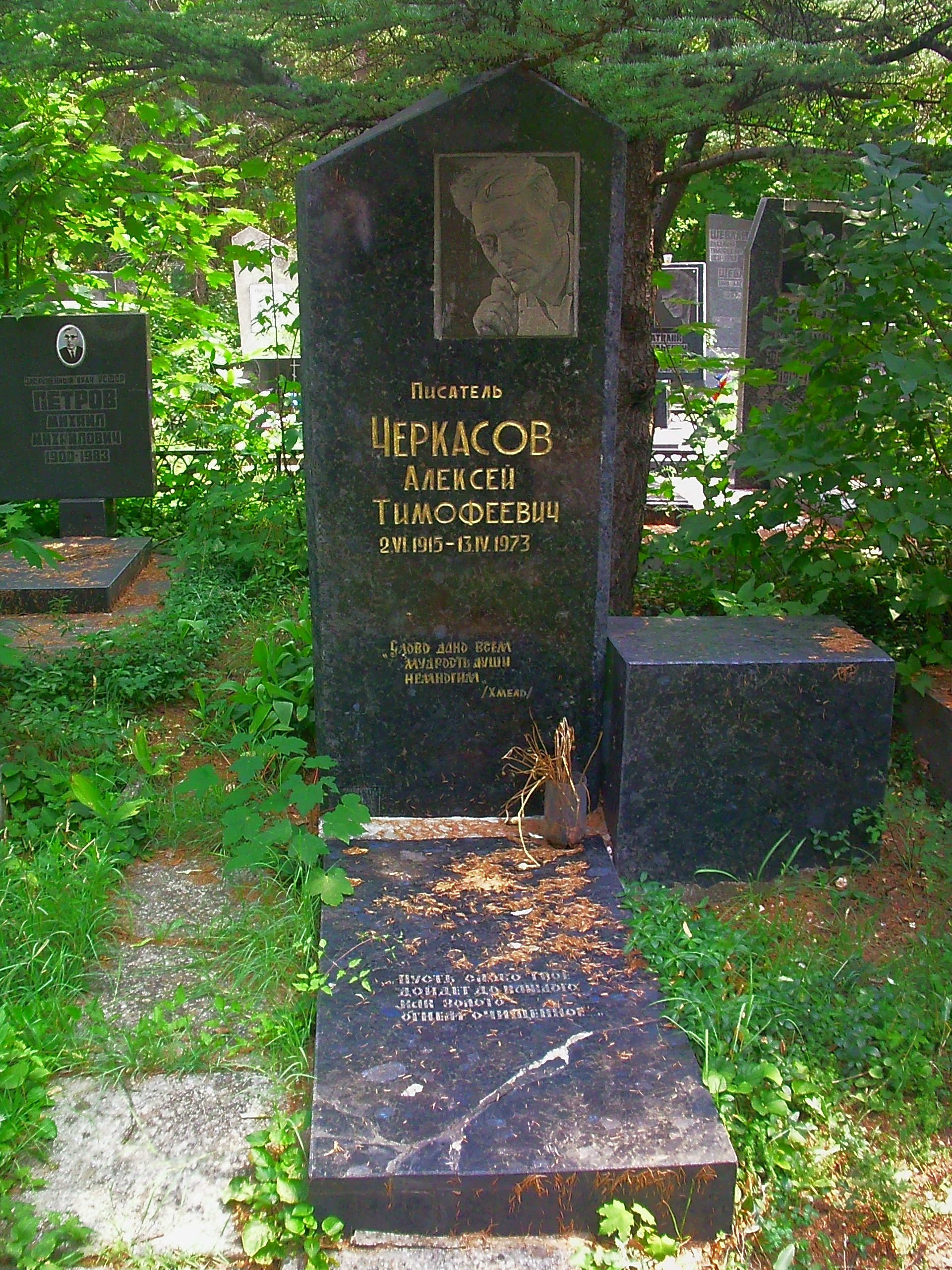
Надгробок Черкасова в Сімферополі

Олексій Тимофійович Черкасов (нар. 20 травня (2 червня) 1915, село Потапово, Даурська волость, Єнісейська губернія — пом. 13 квітня 1973, Сімферополь, Крим) — радянський письменник-прозаїк і драматург.

## Життєпис
Народився 1915 року в селі Потапово Даурської волості (нині затоплена Красноярським водосховищем) Єнісейської губернії в селянській родині. Отроцтво і юність провів у дитячих будинках Мінусінська і Курагіно. Писати почав в юності — спочатку вірші, потім створив п'єсу. У 1934 році опублікував п'єсу «За життя», яку згодом поставили в Мінусинському драматичному театрі.
Серед вихованців Курагінської комуни Олексія Черкасова направили на навчання до Красноярського агропедагогічного інституту. Не закінчивши його, після двох років навчання, поїхав за комсомольським закликом у Балахтинський район, щоб проводити колективізацію. Працював агрономом у колгоспах Красноярського краю та Північного Казахстану.
У 1937 році Черкасова заарештували в Казахстані за необґрунтованим звинуваченням «як турецького шпигуна» і відправили будувати Волго-Донський канал. Винним себе він так і не визнав. Через три роки в'язниці і таборів, 1940 року, його звільнили, зняли судимість і навіть виплатили компенсацію за весь час ув'язнення. У ці роки були втрачені рукописи двох перших, незакінчених і загублених, романів Черкасова «Крижаний покрив» і «Світ, як він є».
У 1942 році Черкасова знову заарештували, він відбував тюремне ув'язнення в Мінусинській, Абаканській і Красноярській в'язницях. Його збиралися розстріляти, але визнали неосудним і відправили на примусове лікування в Красноярську психіатричну лікарню. Цензор НКВС Поліна Дмитрівна Москвітіна за службовим обов'язком читала листи Олексія до матері та за ними закохалася в нього. Дівчина не побоялася прийти до психлікарні познайомитися з Олексієм Черкасовим, а незабаром і домогтися його звільнення. У 1943 році Черкасова відправили до Мінусинська, де він одружився з Москвітіною.
З осені 1946 року Черкасови жили в Красноярську. Перша книга повістей і оповідань Черкасова «В стороне сибирской» вийшла 1949 року в Москві у видавництві «Советский писатель». У 1969 році Олексій Черкасов переїхав із сім'єю до Сімферополя.
Помер 13 квітня 1973 року. Похований на Сімферопольському міському кладовищі Абдал.

## Нагороди
- Орден «Знак Пошани» (28 жовтня 1967).

## Твори
- «Крижаний покрив» (1933—1934);
- «Ліка» (1939);
- «Світ, як він є» (1940—1941);
- «В сторони сибірській» (1949);
- «День починається на Сході» (1949);
- «Хміль» (1961);
- «Ластівка» (1962);
- «Шумейка» (1962);
- «Чорна тополя» (у співавторстві з П. Москвітіною, 1969);
- «Кінь рудий: Сказання про людей тайги» (у співавторстві з П. Москвітіною, 1972).

## Пам'ять
- У Сімферополі на будинку за адресою вулиця Самокиша, 14, де письменник жив з червня 1969 року і до своєї смерті встановлено меморіальну дошку. Відкрита 12 червня 2012 року.
- У Красноярську на будинку, де жив письменник у 1990 році встановлено меморіальну дошку[3].
- Коло села Таяти Красноярського краю встановлено пам'ятний камень з написом: «Земляку Олексію Черкасову, який присвятив „Сказання про людей тайги“ дивовижній природі Красноярського краю і розповів світові про те, як історично складався сильний сибірський край».